# 加拉太
加拉太是古代安纳托利亚（现在的土耳其）中部高地的一个地区。加拉太北面是比提尼亚和帕夫拉戈尼亚，东面是本都，南面是吕高尼和卡帕多细亚，西面是弗里吉亚。现在土耳其的首都安卡拉也位于加拉太地区。 